# Хасан аль-Аскарі
Гасан аль-Аскарі (араб. الإمام الحسن بن علي العسكري‎, Гасан ібн Алі, Імам Гасан Аскарі;нар. 1 грудня 846 — пом. 1 січня 874) — 11-й імамітський імам. Нащадок пророка Магомета та Алі ібн Абі Таліба. 

## Життєпис

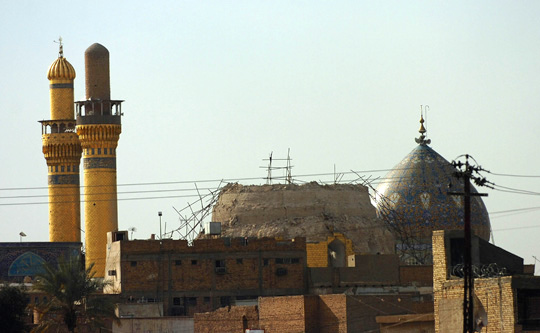
Місце поховання Імама Гасана Аскарі в Самаррі, Ірак

Його батьком був 10-й імамітський імам Алі ібн Мухаммед (Імам Хаді). Сином Імама Гасана Аскарі був Мухаммед аль-Махді — особливо шанований імамітами т. зв. «прихований» імам (Махді).
Гасан аль-Аскарі народився у Медині, разом зі своїм батьком за наказом аббасидського халіфа змушений був переїхати до Самарри, сучасний Ірак, де жив під суворим наглядом.
Імаміти вважають, що халіф Мутамід кинув Імама Гасана Аскарі за ґрати, а через певний час вбив його. Імамат Гасана аль-Аскарі тривав 6 років